# Langerwehe
Langerwehe este o comună din landul Renania de Nord-Westfalia, Germania.
1. ↑  Langerwehe: Heinrich Göbbels: mit Enthusiasmus an die Arbeit (în germană), Aachener Nachrichten[*], 21 octombrie 2009, accesat în 18 iulie 2019
2. ↑   https://www.langerwehe.de/gemeinde/zahlen-daten-fakten.php Lipsește sau este vid: |title= (ajutor)